# Мусульмани у Греції
Ця стаття присвячена корінній мусульманській громаді Західної Фракії, що розташована на території сучасної Греції. Див. також Іслам у Греції.

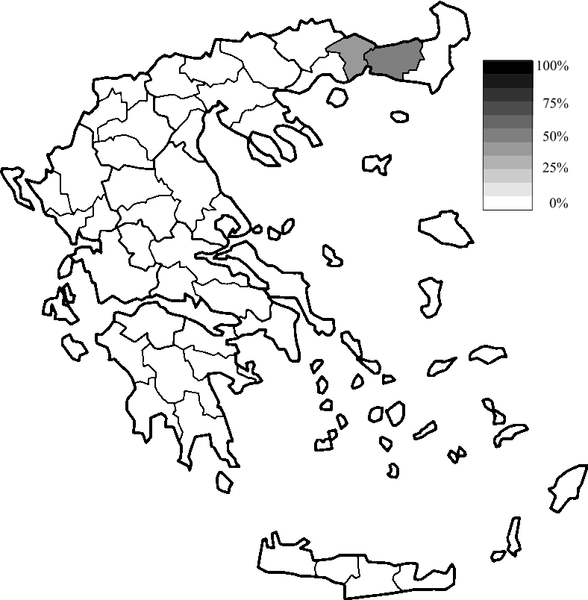
Мусульманські громади Греції, за даними перепису 1991 року

Мусульмани у Греції (грец. μουσουλμανική μειονότητα Ελλάδας, тур. Yunanistan müslüman azınlığı, болг. мюсюлманско малцинство на Гърция; циганська: Хорахані сельорі анді Елада) — єдина релігійна меншина Греції, права якої офіційно визнані в області її традиційного проживання — у регіоні Західна Фракія, на крайній півночі країни. Представлена кількома етнічними групами, однак переважно турками.
Мусульмани у Греції — також одна з двох визнаних культурно-мовних меншин Грецької Республіки поряд із вірменами (див. вірмени у Греції). Перепис 1991 року показав, що у Західній Фракії мешкало 97 604 мусульман, які становлять 0,95% населення країни та 29% населення області. Загалом історично грецький уряд прихильно ставиться до прав мусульман, проте і досі залишається низка невирішених проблем у сферах культури та освіти. Сучасна оцінка чисельності - 140 000 чоловік і 32% відповідно. У цілому грецький уряд історично прихильно до прав мусульман в цьому регіоні країни, проте є ряд невирішених проблем у сфері культури та освіти.

## Історія

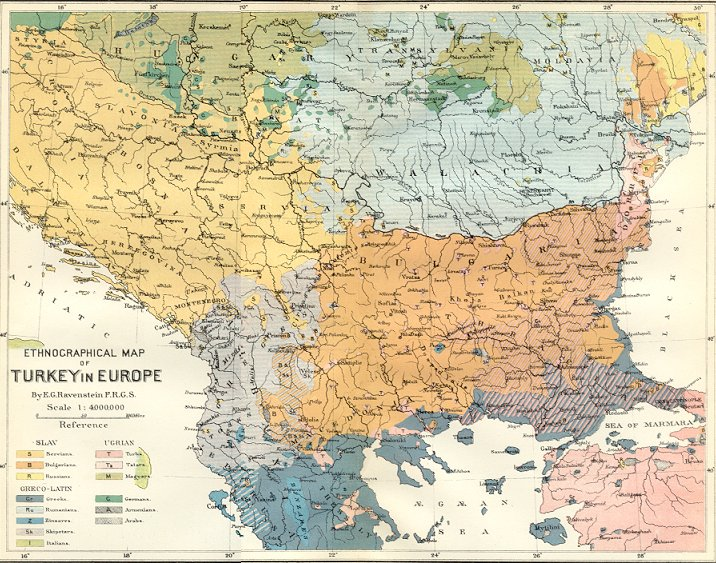
Етнічний склад європейської частини османської імперії наприкінці 19 століття

Велика мусульманська громада в області Фракія сформувалася після масової навали турків у XIV-XVI сторіччях, коли останні заснували тут багато нових турецьких поселень. Одночасно поширився іслам, та багацько місцевого населення (православні болгари і греки) добровільно чи примусово прийняли нову релігію турецької більшості. Тюркомовні кочівники урюки активно сприяли процесу ісламізації регіону. Однак частина болгар (особливо у гірській області Родопі), прийнявши іслам, не перейшла на турецьку мову, а зберегла слов'янське мовлення. Таким чином, виникли сучасні помаки. Натомість греки були більше піддані тюркизації, через те на початку XX сторіччя православні греки становили тільки 17% населення регіону. У зв'язку з частими невідповідностями між мовою, релігією та самосвідомістю населення, османський уряд брав до уваги лише релігію населення, в Османській імперії, у тому числі в Греції, розвинулася система міллетів. Отже, усі мусульмани (болгаромовні, грекомовні та циганомовні) регіону (приблизно 75% населення) автоматично зараховувалися до турків. За аналогією, усіх християн (25%) області вважали греками.
Послаблення Османської імперії стало приводом до вторгнення у регіон військ незалежних Болгарії та Греції. Одначе місцеве мусульманське населення вчинило активний опір і створило нетривале своє державне утворення, відоме як Гюмюрджинська республіка (1913).

## Офіційний статус громади
Лозаннський мирний договір 1923 року закріпив Західну Фракію за Грецією, навіть незважаючи на її поразку у війні з Туреччиною (див. Греко-турецька війна 1919—1922. При цьому примусовий Греко-турецький обмін населенням, зазначений у договорі, виключав мусульман Західної Фракії. У відповідь Туреччина зобов'язувалася дотримуватися прав греків у Стамбулі (місто Константинополь). При цьому становище мусульман у Греції було незрівнянно комфортнішим, ніж християн у Туреччині, де влада у Стамбулі постійно нацьковувала мусульман на християн, побоюючись грецького реваншизму (див. Велика ідея та Енозіс). Стамбульський погром, який відбувся 1955 року змусив греків, які ще залишалися у місті, у найкоротші строки покинути його. Через двадцять років (1975) в Туреччині заборонена будь-яка шкільна освіта грецькою мовою. Світська грецька громада у Стамбулі припинила своє існування. 
Доля мусульман у Греції складалася інакше. У Греції мусульмани утворили згуртовану та достатньо ізольовану від грецького суспільства групу на периферії країни і зберегли свої права на свободу мови та віросповідування. При цьому особливу дипломатичну підтримку мусульманам Греції надавали Англія і Німеччина. У той самий час їх мало хвилювало становище християн у Туреччині. Багато політичних аналітиків вбачають у цьому традиційну православофобію Західу, страх того, що балканські християни набагато більш схильні до співпраці з Росією, аніж мусульмани. Західні країни, у тому числі НАТО, всіляко намагалися утримати Грецію у сфері свого впливу. При цьому жодна слов'янська країна довгий час членом НАТО не була. Подекуди саме тому грецька влада не визнавала існування на території держави слов'яномовних груп (помаки та македонські слов'яни, близькі до македонців Республіки Македонії), тобто фактично грецький уряд сам проводив політику ісламізації регіону, причому офіційно виступав за європеїзацію Греції. У наш час[коли?] у Західній Фракії 3 муфтії і приблизно 270 імамів, діє близько 300 мечетей. Грецька влада багато в чому зберегла і навіть впродовж кількох десятиріч підтримувала систему міллетів Османської імперії, розглядаючи всіх мусульман як одну етнічну спільноту, незважаючи на значно помітні культурно-мовні відмінності усередині її.
Рідна мова мусульман Греції:
- 50% — турецька мова
- 35% — помакська мова, вважається діалектом болгарської мови мусульман Греції,
- 15% — циганська мова

За цих умов грецький уряд розглядає мусульманську громаду регіону як потуречених ісламізованих греків. Відповідно на офіційному рівні в системі освіти мусульман Греції визнаються лише турецька мова та арабська мова (у випадку викладання Корану). Вказане у свою чергу призводить до подальшого потуречення та ще більшої ісламізації нетурецьких етнічних елементів у мусульманському середовищі. Ситуація дещо змінилася тільки після другої половини 1990-х років, коли грецька влада пішла на деякі поступки помакам. Однак навіть власне етнічні турки регіону незадоволені сучасною ситуацією, оскільки грецький уряд, як і раніше, називає їх «потуреченими греками».

## Географічний розподіл
Права мусульман на турецьку мову та культуру визнаються лише у регіоні Західна Фракія. Мусульманські іммігрантські громади інших областей Греції, наприклад, численні арабські, албанські, курдські та пакистанські общини сучасних міст Греції (Афіни, Салоніки, Іракліон) цими привілеями не користуються. У самій Фракії мусульмани становлять близько 30% населення, у тому числі у номах: Родопі (51,77%), Ксанті (41,19%), Еврос (4,65%).

## Ситуація з помаками
Ситуація з мовою, культурою та етнічною самосвідомістю помаків-мусульман у Греції ще більше заплутана. У сучасній Греції болгаромовні мусульмани проживають в області Західна Фракія (у номах Ксанті, Родопі та Еврос). Греко-турецький обмін населенням не зачепив помаків-мусульман, але більшість православних болгар покинула Грецію. При цьому помаки Егейської Македонії виселені у Туреччину. Грецький уряд остерігався зростаючого впливу слов'ян на політику Балкан і тому схилявся до співпраці з турками. Упродовж десятиріч Греція офіційно визнавала тільки турецьку мову, яка і використовувалася в освіті всіх мусульман на півночі країни.
Тому помакська спільнота на території Греції тепер сильно потуречена. Ця політика призвела до посилення турецької мови та культури в регіоні. Намагаючись хоча якось виправити усталене становище, грецька влада поступово після 1990, особливо після 1996 року, пішла на деякі поступки помакам, намагаючись стимулювати ріст їх власної самосвідомості, збереження болгарської мови.
За переписом 2001 року, у Греції помаками себе визнавали 36 000 осіб, у тому числі:
- 23 000 у номі Ксанті (22% населення);
- 11 000 у номі Родопі (10% населення)
- 2 000 у номі Еврос (2% населення).

При цьому 54 000 тис. осіб у Західній Фракії назвалися турками, у тому числі:
- 10 000 в номі Ксанті;
- 42 000 в номі Родопі;
- 2 000 в номі Еврос.

У той самий час, за оцінками до третини тих, хто визнав себе турками, у дійсності були помаками.